# Ашафенбург
Ашафенбург (њем. Aschaffenburg) град је у њемачкој савезној држави Баварска. Посједује регионалну шифру (AGS) 9661000.

## Географски и демографски подаци
Град се налази на надморској висини од 138 метара. Површина града износи 62,5 km². У самом мјесту је, према процјени из 2010. године, живјело 68.747 становника. Просјечна густина становништва износи 1.100 становника/km².

## Међународна сарадња
| Мјесто        | Држава               | Врста сарадње | Од    |
| ------------- | -------------------- | ------------- | ----- |
| Мишколц       | Мађарска             | партнерство   | 1996. |
| Перт и Кинрос | Уједињено Краљевство | партнерство   | 1956. |
|               | Француска            | партнерство   | 1975. |
| Извор         |                      |               |       |